# Solen
Solen (pol. "Słońce") – szwedzki XVII-wieczny okręt – galeon, zatopiony podczas bitwy z eskadrą polską pod Oliwą 28 listopada 1627 roku. 

## Historia
Galeon "Solen" klasyfikowany był w Szwecji jako lagom örlogskepp - okręt średniej wielkości. Należał do grupy dziewięciu jednostek zamówionych w 1623 roku przez Szwedów w Holandii (wśród których był także m.in. "Tigern"). Do szwedzkiej służby wszedł w 1624 roku. Został przebudowany na okręt wojenny i uzbrojony w Alvsborgu. Pierwotnie do 1626 roku wchodził w skład szwedzkiej floty na morzu zachodnim, na wodach Kattegatu.  Podczas wojny polsko-szwedzkiej "Solen" działał w składzie sił szwedzkich blokujących Zatokę Gdańską. Dowódcą okrętu był Alexander Foratth.
"Solen" z pozostałymi okrętami eskadry szwedzkiej uczestniczył w bitwie z flotą polską pod Oliwą 28 listopada 1627. Wzięty mylnie za okręt wiceadmiralski, "Solen" został zaatakowany i abordażowany przez polski mniejszy galeon "Wodnik". Podczas walki wręcz i ostrzeliwania z broni ręcznej, zginął m.in. kapitan Foratt. Kiedy walka zaczęła przybierać niekorzystny obrót dla Szwedów, szwedzki szyper wysadził "Solen" w powietrze, podpalając dziobową komorę prochową i powodując wybuch prochu i natychmiastowe zatonięcie okrętu. Uratowało się 46 członków załogi, wziętych do niewoli przez Polaków. 
W wydanej po bitwie relacji znalazło się powiedzenie, nawiązujące do nazwy okrętu, że tego dnia pod Gdańskiem Słońce zaszło w południe.

## Wrak
20 października 1969, podczas prac przy budowie Portu Północnego w Gdańsku, natrafiono na pozostałości wraku żaglowca, który następnie zidentyfikowano z dużym prawdopodobieństwem jako "Solen" i oznaczono jako W-6. Zachowała się część denna, pozbawiona jednak dziobu, przykryta kamieniami wykorzystywanymi na galeonie jako balast. Wrak leżał na głębokości 16 metrów, w odległości 3 mil morskich na północny wschód od wejścia do gdańskiego portu, na pozycji 54°28' szerokości północnej i 18°42' długości wschodniej. Podjęto następnie pionierskie w Polsce prace eksploracyjne wraku przez Narodowe Muzeum Morskie w Gdańsku. 
Z wraku wydobyto jeszcze w 1969 jedenaście luf armat, z których osiem było odlanych w Szwecji (sygnowanych snopkiem - herbem Wazów), dwie były polskie, a jedna rosyjska, prawdopodobnie zdobyte wcześniej przez Szwedów. Następnie przystąpiono do odkopywania wraku i przeszukiwania okolicy przy użyciu eżektorów i prądownic. Przez kolejne lata wydobyto ponad 6 000 przedmiotów, jak dalsze dziewięć dział, kule armatnie, szufle prochowe, wyciory, muszkiety, forkiety, talerze cynowe, ceramikę, monety szwedzkie, jedną rzeźbę przedstawiającą głowę mężczyzny, części garderoby i drobne przedmioty użytkowe. W 1975 rozpoczęto usuwanie z wraku kamieni balastowych, o masie od kilku do kilkudziesięciu kilogramów. Z uwagi na położenie wraku na podejściu do portu, 10 września 1980 wrak został za pomocą dźwigu pływającego "Smok" przeniesiony w inne miejsce, w rejonie Gdyni-Orłowa. Badania stanowiska W-6 zakończono w 1981. Eksponaty wydobyte z "Solena" znajdują się w Centralnym Muzeum Morskim w Gdańsku. Odnalezione 20 dział zostało odlanych w okresie od 1560 do drugiego dziesięciolecia XVII wieku.

## Dane
- trzymasztowy galeon
- pojemność: 150 łasztów (ok. 300 ton)
- wyporność: ok. 450 ton[1]
- długość między stewami: ok. 33,5 m (115 stóp lubeckich)[2]
- szerokość kadłuba: ok. 7 m[2]
- uzbrojenie: do 22 dział różnych wagomiarów w baterii burtowej

Znanym parametrem jest tylko pojemność okrętu – 150 łasztów, pozostałe dane są przybliżone i oparte na porównaniu z okrętami z epoki. „Solen” był zbliżonych rozmiarów lub niewiele tylko większy od galeonu „Tigern” o tej samej pojemności, tego samego pochodzenia.
Uzbrojenie okrętu było zmienne. W starszej literaturze przyjmowano, że stanowiło je do 38 dział o łącznym ciężarze salwy burtowej do 183 funtów, lecz nie jest jasne pierwotne pochodzenie tych danych i wydają się one zawyżone jak na jednopokładowy okręt tej wielkości. 
W kampanii 1625/26 roku prawdopodobnie uzbrojenie stanowiły dwa działa 24-funtowe i 12 dział 6-funtowych, o łącznym ciężarze salwy burtowej 60 funtów, a nadto dwa szturmowe krótkolufowe działa 24-funtowe strzelające śrutem. Łączny maksymalny ciężar luf wynosił do 14 000 kg. Planowano w 1627 roku uzbroić go w 10 brązowych dział 12-funtowych, 4 działa 6-funtowe, 4 działa 3-funtowe i 4 działa szturmowe 24-funtowe, lecz do tego nie doszło, głównie w związku z niedoborem dział 12-funtowych we flocie. 
W kampanii 1627 roku, według znaleziska na wraku, uzbrojenie stanowiło 14 dział 6-funtowych i 4 działa 3-funtowe (w tym dwa zdobyczne polskie falkonety) o łącznym ciężarze salwy burtowej 48 funtów, a nadto dwa szturmowe krótkolufowe działa 48-funtowe. Zdaniem W. Gurgula, obecność na „Solen” innych nie odnalezionych dział jest mało prawdopodobna.
Załoga planowana na 1625 rok miała wynosić 38 marynarzy i około 8 artylerzystów (15 łącznie miało być przydzielonych na dwa okręty „Solen” i „Månen”), faktycznie w maju 1626 roku obejmowała tylko 31 marynarzy i 2 artylerzystów, natomiast w toku kampanii 1627 roku jest nieznana – mogła być znacząco większa. Ponadto okręt przenosił kompanię żołnierzy piechoty, której liczebność jest nieznana (etatowo 150, na ogół mniejsza). Dla porównania, w kampanii 1828 roku okręty tej wielkości „Månen” i „Regnbågen” miały przenosić 63 marynarzy i 70–80 żołnierzy.